# DELTA

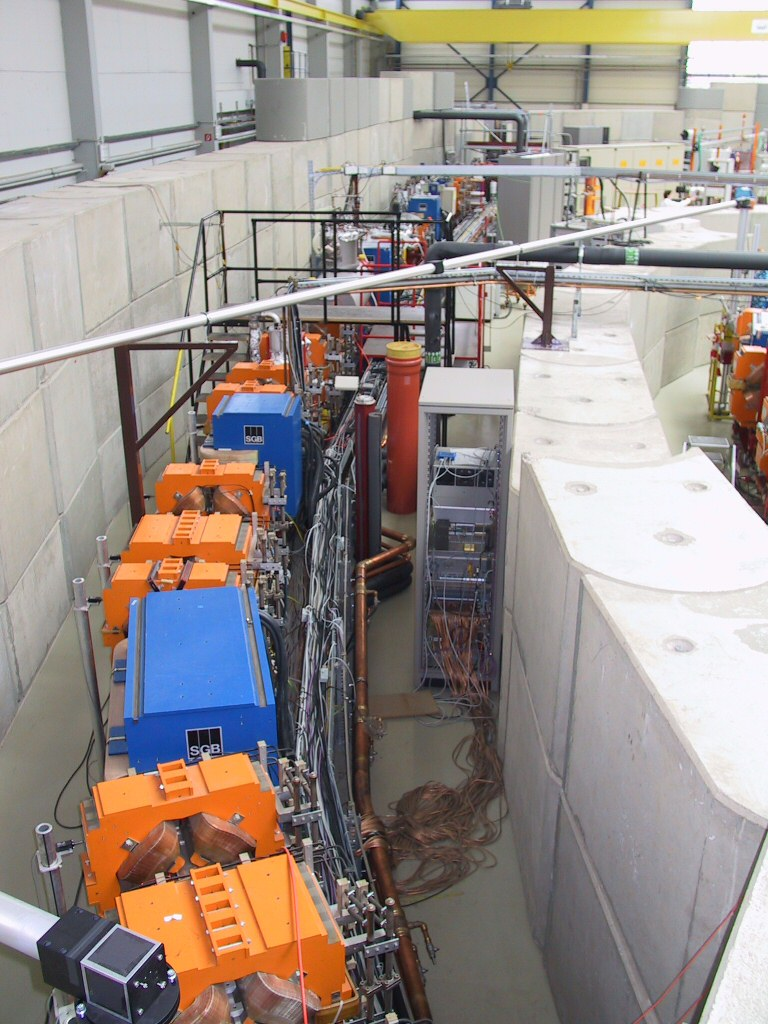
Ausschnitt des DELTA-Speicherrings. Die blau lackierten Elemente sind Dipolmagnete.

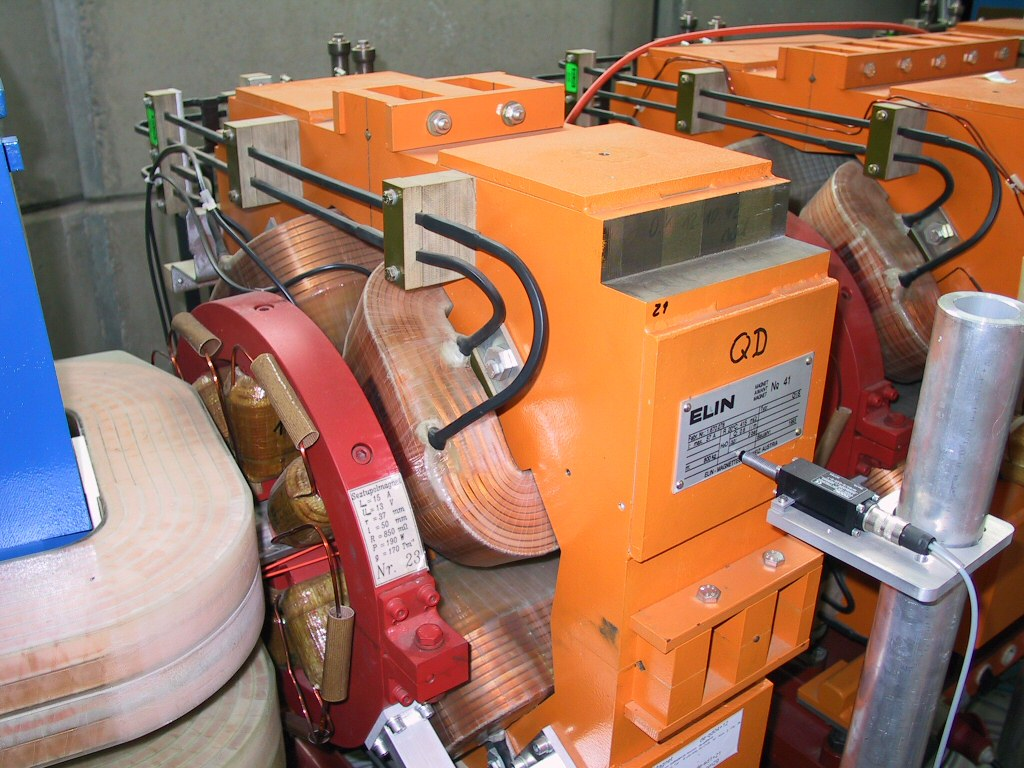
Ein zur Fokussierung des Elektronenstrahls verwendbarer Quadrupolmagnet (orange)

DELTA (ein Apronym für Dortmund Electron Accelerator) ist ein Elektronenbeschleuniger des Landes Nordrhein-Westfalen an der TU Dortmund, der als Synchrotronstrahlungsquelle der 3. Generation genutzt wird.
Der Beschleuniger besteht im Wesentlichen aus den drei Stufen Linearbeschleuniger, Synchrotron und Speicherring, die zwischen 1994 und 1996 den Betrieb aufgenommen haben.  Elektronen, die aus einer Gun emittiert werden, werden im Linearbeschleuniger zunächst auf eine Energie von etwa 75 MeV beschleunigt. Von dort aus gelangen sie in das Synchrotron BoDo (Boostersynchrotron Dortmund), welches die Teilchen auf einer kreisförmigen Umlaufbahn in wenigen Sekunden auf die Endenergie von DELTA überführt.
Der 115 m umfassende Speicherring mit der Sollenergie 1,5 GeV (im Standardbetrieb) erhält die im Synchrotron beschleunigten Elektronenpakete durch Injektion und sammelt sie an. Sie laufen danach für mehrere Stunden im Ring um und geben bei jeder Ablenkung Energie in Form von Synchrotronstrahlung tangential zur Flugrichtung ab. Die Ablenkung der Elektronen vollzieht sich in Dipolmagneten (siehe Foto), aber auch in speziellen zur Strahlungserzeugung vorgesehenen Magnetstrukturen, den Insertion devices. Im DELTA-Speicherring befinden sich drei derartige Strukturen:
- ein supraleitender Wiggler mit asymmetrischer Feldkonfiguration (SAW)
- der aus Permanentmagneten bestehende Undulator U55 (Periodenlänge 55 mm)
- der aus Elektromagneten bestehende Undulator U250 (Periode 250 mm). Dieser Undulator kann an DELTA auch als Teil eines Freie-Elektronen-Lasers verwendet werden.

Die erzeugte Synchrotronstrahlung wird an für diesen Zweck konstruierten Strahllinien zu weiterführenden Forschungszwecken (beispielsweise Materialforschung, Lithografie, Physik der kondensierten Materie) genutzt.

## Organisation und Nutzung
DELTA wird vom Zentrum für Synchrotronstrahlung (ZfSy), einem wissenschaftlichen Zentralinstitut der TU Dortmund, betrieben. Diesem Institut sind die Lehrstühle Beschleunigerphysik und Experimentelle Physik I angegliedert, die die wissenschaftliche Nutzung und Weiterentwicklung des Beschleunigers sowie die Ausbildung von Wissenschaftlern betreuen. Die Vorgängerorganisation des Zentrums war das zum Fachbereich Physik der Universität gehörende Institut für Beschleunigerphysik und Synchrotronstrahlung (IBS).
Neben der universitätsinternen Synchrotronstrahlungsnutzung durch den Lehrstuhl für Experimentelle Physik I gibt es auch eine Reihe von externen Nutzergruppen, die mit der durch DELTA bereitgestellten Synchrotronstrahlung Experimente durchführen.
- Forschungszentrum Jülich, Institut für Festkörperforschung, Institut für elektronische Eigenschaften
- Institute for Analytical Sciences (ISAS), Projektbereich Materialanalytik
- Bergische Universität Wuppertal, Fachgruppe Physik, Arbeitsgruppe Materialwissenschaften
- Universität Siegen, Fachbereich Physik, Institut für Festkörperphysik